# Dreapta lui Newton

Punctele E, K, F sunt situate pe dreapta lui Newton.

În geometria euclidiană, dreapta lui Newton este dreapta care leagă mijoacele celor două diagonale într-un patrulater convex care are cel mult două laturi paralele.